# Annie Adams Fields
Annie Adams Fields, née le 6 juin 1834 à Boston dans l'État du Massachusetts et morte le 5 janvier 1915 à Boston, est une poète, essayiste, dramaturge, épistolière, diariste, animatrice de salon littéraire américaine, et une figure majeure de l'action sociale de la ville de Boston.

## Biographie

### Jeunesse et formation

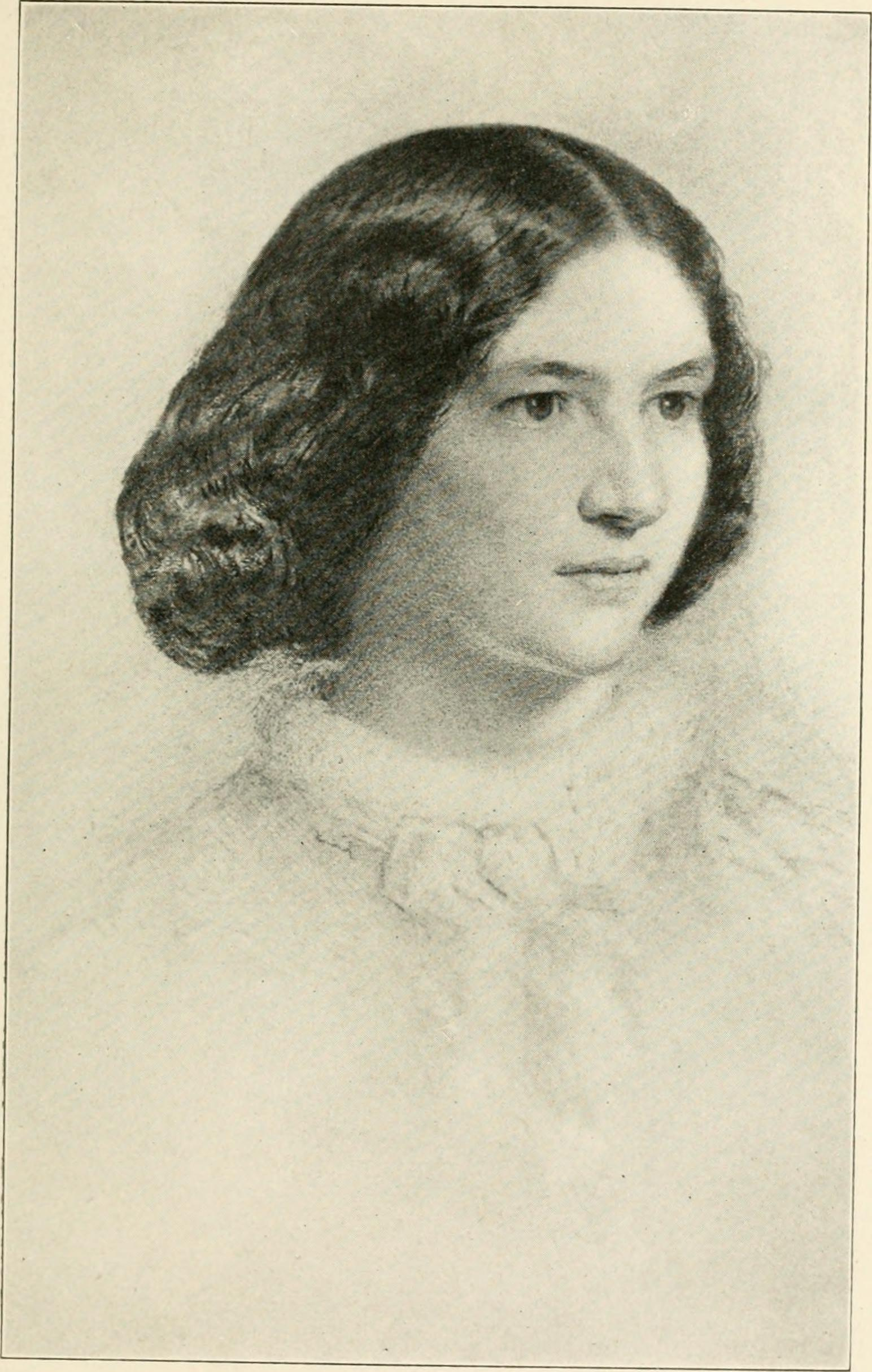
Annie Adams Fields, 1853

Annie Adams Fields, née Ann West Adams est la cinquième fille et la sixième des sept enfants de Zabdiel Boylston Adams et de Sarah May Holland Adams, deux descendants des premiers colons venus s'installer dans la Colonie de la baie du Massachusetts, son père a pour ancêtre Henry Adams (farmer) (en) de Braintree, qui a pour illustres descendants les présidents John Adams et John Quincy Adams. Zabdiel Boylston Adams est un médecin, professeur à la Harvard Medical School et siège au service scolaire de Boston. Annie Adams Fields suit sa scolarité à la maison par des précepteurs avant d'intégrer l'école pour jeunes filles de Boston créée par George Barrell Emerson (en). Par son éducation, elle intègre deux principes de vies : l'épanouissement personnel et le service désintéressé,,,.

### Carrière

#### Au cœur de la vie littéraire de Boston
Après son mariage, en 1854, avec James Thomas Fields, le directeur de la maison d’édition bostonienne Ticknor and Fields, Annie Adams Fields est plongée dans la vie littéraire de la Nouvelle Angleterre,. 
En 1856, le couple Fields achète une résidence sur la Charles Street (Boston) (en). Une maison décorée par des tableaux, des bustes de marbres et possédant une bibliothèque de livres rares, cet univers marque Annie Adams Fields,. 
En 1859, les époux Fields embarquent pour l'Europe. Lors de leur escale au Royaume-Uni, ils rencontrent Charles Dickens et Alfred Tennyson, auteurs favoris d'Annie Adams Fields. 
De retour aux États-Unis, la résidence de la Charles Street ouvre son salon aux figures littéraires, salon animée par Annie Adams Fields, parmi les auteurs qu'elle reçoit, on remarque Ralph Waldo Emerson, Henry Wadsworth Longfellow, Nathaniel Hawthorne, Oliver Wendell Holmes, John Greenleaf Whittier,  Harriet Beecher Stowe, etc.,.

#### L'auteure

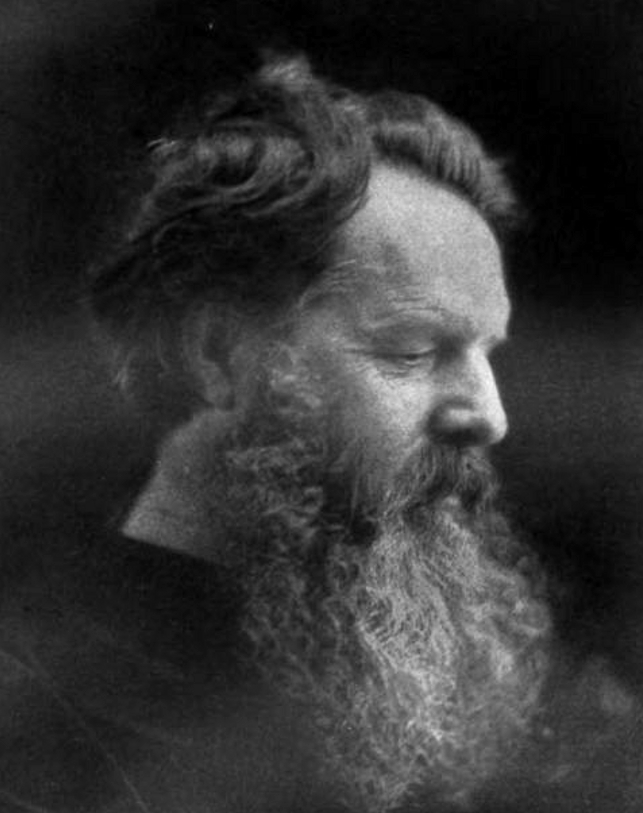
James Thomas Fields.

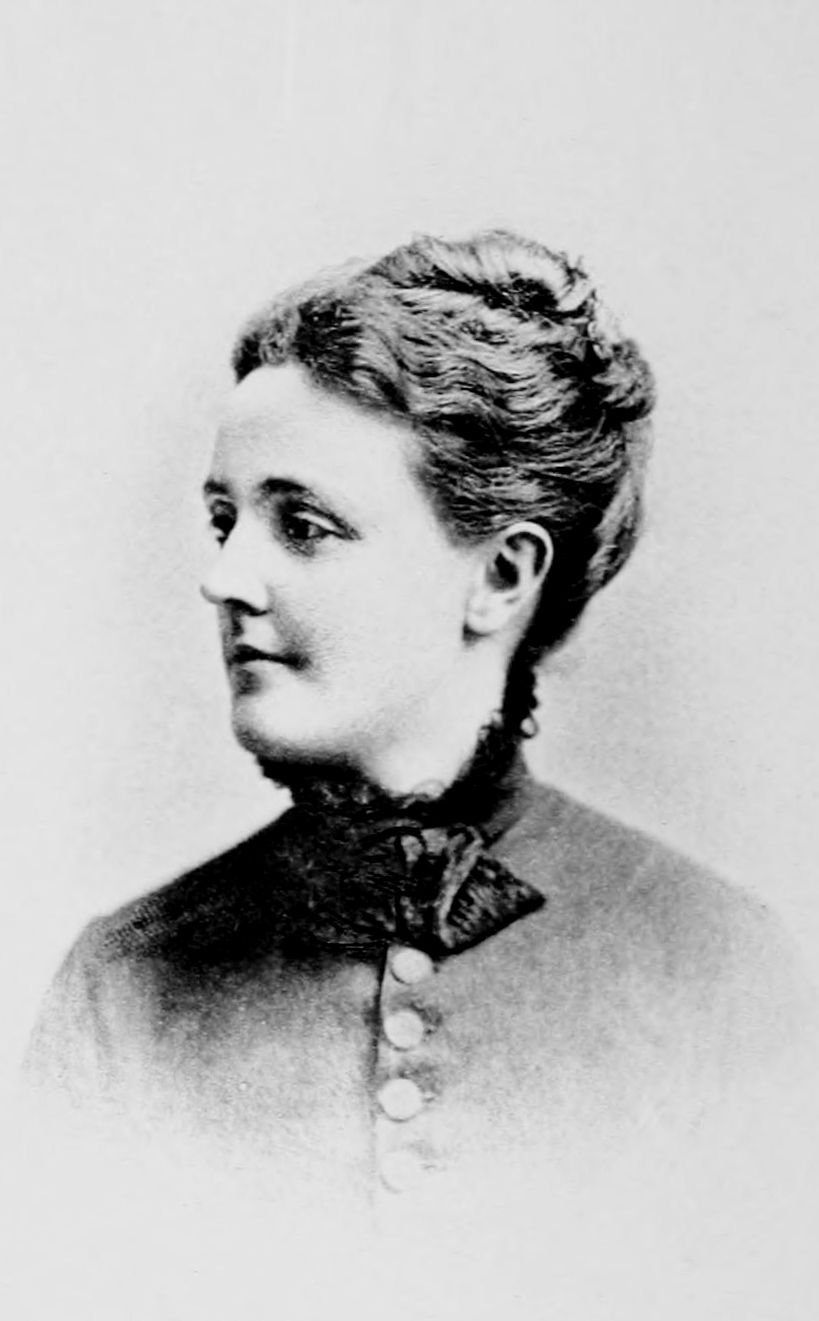
Sarah Orne Jewett.

La mort de son époux James T. Fields en 1881, marque la fin d'une époque. Cela dit, il lui laisse un héritage de 124 000 $ qui permet à Annie Adams Fields de rester à la résidence de la Charles Street et de continuer ainsi à recevoir ses amis du monde de la littérature. Elle se fait de nouvelles amies, notamment les auteures Sarah Orne Jewett et Louise Imogen Guiney. Après un voyage en France et en Grèce, elle commence à s’investir dans une vie d'écriture. Dès 1881, elle publie un recueil de poèmes, Under The Olive, et une biographie de James T. Fields. 

#### La réformatrice sociale
En 1872, éclate le grand incendie de Boston, des milliers de Bostoniens se retrouvent sans emploi et sans abri. Annie Adams Fields se porte volontaire pour secourir les victimes, elle ouvre les portes de sa résidence pour loger et nourrir des travailleuses et y ouvre un atelier de couture coopératif qui emploie  jusqu’à trente couturières. Elle visite les ouvriers sans emploi pour définir leurs besoins et y satisfaire au mieux. Avec son amie Mary Lodge, elle fonde en 1875 la Cooperative Society of Visitors (« Société coopérative des visiteurs »), parmi ses membres il y a l'écrivain William Dean Howells et le prêtre Phillips Brooks, puis la Cooperative Society of Vistors rejoint l'Associated Charities of Boston, dont elle est une des fondatrices en 1879, elle assure la direction de 1879 à 1894, puis la vice-présidence de 1894 à 1906,.
En 1885, Annie Adams Fields publie How to Help the Poor, un livre destiné aux travailleurs sociaux qui sera vendu à 22 000 exemplaires. 

#### La féministe
Avec son époux, Annie Adams Fields organise des cours de niveau universitaire pour les femmes, elle soutient également les initiatives de l'université de Boston à ouvrir ses portes aux femmes et leur permettre d’accéder aux plus grades universitaires, ; elle milite également pour que les femmes puissent accéder aux études de médecine.  
Annie Adams Fields ouvre un club pour les auteures féminines, et en tant que présidente du comité du Massachusetts de l'Exposition universelle de 1876 qui se tient à Philadelphie, c'est elle qui organise le pavillon dédié aux femmes.

### Vie privée
Le 15 novembre 1854 elle épouse l'éditeur et écrivain James Thomas Fields, de 17 ans son aîné. Le couple n'a pas eu d'enfants,.
Après la mort de son époux en 1881, elle entame une relation lesbienne avec Sarah Orne Jewett, qui durera jusqu'à la mort de cette dernière en 1909,.
Annie Adams Fields décède des suites d'une myocardite dans sa résidence de la Charles Street, elle est inhumée au Cimetière de Mount Auburn (Massachusetts) à Cambridge, aux côtés de son époux.
Annie Adams Fields, après sa mort lègue la somme de 40 000 $ à l'Associated Charities of Boston (« L'Association des organismes de bienfaisance de Boston »), qui représente la plus grande partie de son héritage,. 
Après la mort d'Annie Adams Fields, conformément à ses volontés la résidence de la Charles Street est vendue et démolie, seul est préservé le jardin pour qu'il reste un lieu de détente, les tableaux et autres œuvres d'art de la résidence sont légués au Musée des Beaux-Arts de Boston, les manuscrits et livres sont légués à l'université Harvard et au Dartmouth College,.

## Œuvres
Note : le numéro ISBN renvoie à une réédition récente sous forme de fac-similé.
- Asphodel, Boston, Ticknor and Fields, 1866, 240 p. (OCLC 2088235, lire en ligne),
- The Return of Persephone, Cambridge, Massachusetts, Welch, Bigelow & Co., 1877, 53 p. (OCLC 936127560),
- Under the Olive, Boston, Houghton, Mifflin and company, 1881, 330 p. (ISBN 9781175838278, lire en ligne),
- Sophocles, Boston, Houghton, Mifflin, 1881, 34 p. (OCLC 22943387),
- James T. Fields. Biographical Notes and Personal Sketches, Boston, Houghton, Mifflin & Company, 1881, 298 p. (ISBN 9783743351813, lire en ligne),
- How to Help the Poor, Boston, Houghton, Mifflin and Co, 1883, 136 p. (OCLC 1084501662, lire en ligne),
- Whittier, Notes of his Life and of his Friendships, New York, Harper & Brothers, 1893, 135 p. (OCLC 8462266, lire en ligne),
- A Shelf of Old Books, Londres, Osgood, McIlvaine, 1894, 240 p. (ISBN 9781373798565, OCLC 799426349, lire en ligne),
- The Singing Shepherd and Other Poems, Boston & New York, Houghton, Mifflin and Company, 1895, 180 p. (ISBN 9781176978645, lire en ligne),
- Letters of Celia Thaxter, Boston, Houghton, Mifflin and Company, 1896, 230 p. (ISBN 9783744691574),
- Authors And Friends, Boston, Houghton, Mifflin, 1897, 356 p. (ISBN 9780404005962, lire en ligne),
- Life and Letters of Harriet Beecher Stowe, Boston, Houghton, Mifflin, 1898, 428 p. (ISBN 9783337119102, lire en ligne),
- Nathaniel Hawthorne, Boston, Small & Maynard, 1899, 170 p. (OCLC 702698035, lire en ligne),
- Orpheus  : a Masque, Boston, Houghton, Mifflin, 1900, 64 p. (OCLC 22943376, lire en ligne),
- Charles Dudley Warner, New York, McClure, Phillips & co., 1904, 233 p. (ISBN 9781290252201, lire en ligne),
- Memories of a Hostess, the Diaries of Mrs.J.T.Fields, Boston, Atlantic Monthly Press, 1922, 386 p. (ISBN 9781355865087),

## Archives
Les archives de Annie Adam Fields sont déposées et consultables auprès de la bibliothèque de la Simmons University (en)